# Danh sách cuộc viếng thăm Việt Nam của tổng thống Pháp

Huy hiệu của Tổng thống Pháp

Tổng thống Pháp đến Việt Nam là các chuyến thăm hoặc làm việc của các Tổng thống Pháp đến Việt Nam vào những thời điểm, hoàn cảnh khác nhau, với những chính thể và những chuyến đi đó cũng có những mục đích làm việc, tác động khác nhau đến Việt Nam và quan hệ Pháp – Việt. Tính đến năm tháng 5 năm 2025, đã có 4 vị Tổng thống Pháp đã từng đặt chân đến Việt Nam.

## Tổng quan
| STT | Tổng thống                              | Hình ảnh | Thời gian                                      | Điểm đến                                 | Ghi chú                                                   |
| --- | --------------------------------------- | -------- | ---------------------------------------------- | ---------------------------------------- | --------------------------------------------------------- |
| 1   | François Mitterrand (Tổng thống thứ 21) |          | Từ 9 tháng 2 năm 1993 tới 11 tháng 2 năm 1993  | Hà Nội, Điện Biên, Thành phố Hồ Chí Minh |                                                           |
| 2   | Jacques Chirac (Tổng thống thứ 22)      |          | Năm 1997                                       | Hà Nội                                   | Tham dự Hội nghị thượng đỉnh Cộng đồng Pháp ngữ lần thứ 6 |
| 2   | Jacques Chirac (Tổng thống thứ 22)      | Năm 2004 | Hà Nội                                         | Tham dự ASEM 5                           |                                                           |
| 3   | François Hollande (Tổng thống thứ 24)   |          | Từ 6 tháng 9 năm 2016 tới 7 tháng 9 năm 2016   | Hà Nội, Thành phố Hồ Chí Minh            |                                                           |
| 4   | Emmanuel Macron (Tổng thống thứ 25)     |          | Từ 25 tháng 5 năm 2025 tới 27 tháng 5 năm 2025 | Hà Nội                                   |                                                           |

## Chi tiết

### François Mitterrand
Năm 1993, kỷ niệm 20 năm Việt Nam và Pháp chính thức lập quan hệ ngoại giao, Tổng thống Francois Mitterrand thực hiện chuyến thăm chính thức tới Việt Nam từ ngày 9 đến 11 tháng 2 năm 1993. Francois Mitterrand là Tổng thống đầu tiên của nước Pháp, cũng là nguyên thủ quốc gia đầu tiên của một nước phương Tây sang thăm chính thức Việt Nam sau năm 1975. Cũng trong chuyến thăm này, ông đã kêu gọi Hoa Kỳ bình thường hóa quan hệ với Việt Nam. Ông có phát biểu đáng chú ý:
| “ | Ở châu Á, châu Âu cũng như trên thế giới, Việt Nam và Pháp không thể nào làm ngơ với nhau mà phải hợp tác với nhau | ” |

Sau lễ đón chính thức và hội đàm là tiệc chiêu đãi tại Phủ chủ tịch với sự tham dự của nhiều nhân vật quan trọng, trong đó có đại tướng Võ Nguyên Giáp.
Tại Hà Nội, ông có đi thăm Văn Miếu - Quốc Tử Giám, Phố cổ Hà Nội. Sau đó, đến Điện Biên thăm Khu di tích chiến thắng Điện Biên Phủ. Quay về Hà Nội, ông lên máy bay, bay vào thăm Thành phố Hồ Chí Minh. Sau những cuộc gặp, ông có chuyến dạo bộ ở Đường Nguyễn Huệ, Đường Đồng Khởi.
Đêm đầu tiên tại Thành phố Hồ Chí Minh, tổng thống dùng cơm tại nhà hàng của luật sư Nguyễn Phước Đại ở đường Nguyễn Du.
- Ảnh hưởng:

Pháp giúp Việt Nam củng cố quan hệ với Cộng đồng châu Âu.
Hợp tác trong việc giải quyết vấn đề Campuchia, vai trò của Pháp ở Đông Dương (cũ) cũng có tác động tích cực trong sự sáp nhập của ba nước Việt Nam, Lào, Campuchia vào ASEAN, để tổ chức này thực sự trở thành hiệp hội của các nước Đông Nam Á.
Pháp sẽ đẩy mạnh hơn việc giúp Việt Nam thiết lập lại quan hệ với những tổ chức tín dụng quốc tế (Quỹ tiền tệ quốc tế, Ngân hàng thế giới). Đầu tiên là cho Việt Nam vay tiền để trả nợ các tổ chức trên và lên tiếng với Hoa Kỳ chấm dứt lệnh cấm vận với Việt Nam.
- Tham quan:

Văn Miếu - Quốc Tử Giám.
Phố cổ Hà Nội.
Ông đã tham quan phố cổ Hà Nội trong sự chào đón hân hoan của người dân. Ông đã có chuyến đi dạo qua Hàng Đào, Hàng Bông
Khu di tích chiến thắng Điện Biên Phủ.
Sau khi kết thúc những hoạt động tại Hà Nội, Francois Mitterrand tới thăm di tích hầm của tướng Christian de Castries ở Điện Biên Phủ. Căn hầm được bọc bởi những tấm thép dày kiên cố uốn hình cánh cung và lớp bê tông cốt thép. Tổng thống đã lặng lẽ ngắm hồi lâu khắp những vật dụng chứng tích chiến tranh bao trải qua thời gian dài nơi đây.
- Nơi lưu trú:

Khách sạn Tây Hồ (Hà Nội).
Khách sạn Rex (Thành phố Hồ Chí Minh).
- Liên quan:

Trần Văn Khê - Người Việt Nam trong phái đoàn Pháp.
Văn phòng Phủ tổng thống Pháp chọn lựa một danh sách 60 người Việt Nam nổi bật đang sống tại Pháp sau đó trình lên tổng thống Pháp Francois Mitterrand để chính ông lựa chọn người sẽ tham gia phái đoàn thăm Việt Nam. Một số trong những người được lựa chọn vào phái đoàn là giáo sư tiến sĩ Trần Văn Khê, giáo sư Georges Condominas, nhà khoa học Trịnh Xuân Thuận.
Các thành viên tham gia đoàn có mặt tại điểm tập trung là Sân bay Roissy. Đoàn được Thủ tướng Pháp Pierre Bérégovoy tới tiễn trước khi khởi hành. Chuyến thăm này không có phu nhân tổng thống Pháp vì có lý do phút chót. Chuyến bay thực hiện bằng một máy bay Airbus (với phòng làm việc riêng cho tổng thống), thay vì Concorde do phái đoàn đông đảo.
Chuyến bay thẳng từ Paris đến Hà Nội (không quá cảnh) và đến Hà Nội sau 12 giờ. Sau đó, phái đoàn Pháp được sắp xếp nghỉ tại khách sạn Tây Hồ. Giáo sư Trần Văn Khê được ưu ái sắp xếp phòng có thể ngắm Hà Nội bao quát.
Tại tiệc chiêu đãi, Trần Văn Khê được đích thân Phó Chủ tịch nước Nguyễn Thị Bình giới thiệu cho Chủ tịch nước Lê Đức Anh với lời nói:
| “ | Đây là anh Trần Văn Khê, mặc dầu ở trong phái đoàn Pháp nhưng anh mang quốc tịch Việt Nam và đã về nước làm việc nhiều lần. | ” |

### Jacques Chirac

#### Lần thứ I
Năm 1997, Tổng thống Pháp Jacques Chirac đến Việt Nam tham dự hội nghị thượng đỉnh Cộng đồng Pháp ngữ lần 7 được tổ chức tại Hà Nội.
- Tham quan: Bảo tàng Dân tộc học Việt Nam.

Tổng thống Jacques Chirac đã tham gia lễ khánh thành Bảo tàng Dân tộc học Việt Nam tại Hà Nội. Đây là công trình hợp tác giữa Pháp và Việt Nam nhân dịp Hội nghị thượng đỉnh Pháp ngữ. 

#### Lần thứ II
- Tham quan: Hoàng thành Thăng Long.

Ông Jacques Chirac tới khu khai quật Hoàng thành Thăng Long. Ngài Tổng thống cũng đã ghi ý kiến:
| “ | Tôi xin gửi tới Viện Khoa học Xã hội và những chuyên gia Viện Viễn Đông Bác cổ (EFEO) lời cảm ơn về một công việc có tính lịch sử và rất đáng chiêm ngưỡng đã làm ở đây, và mong muốn của tôi là tiếp tục tôn vinh giá trị của di tích này. Nó rất cần thiết cho lịch sử Việt Nam và làm vinh dự cho nhân loại. | ” |

### François Hollande
Tổng thống Pháp François Hollande đáp máy bay xuống Hà Nội vào rạng sáng ngày 6 tháng 9 năm 2016 sau khi kết thúc Hội nghị thượng đỉnh G-20 Hàng Châu 2016 (Trung Quốc). Đây là vị Tổng thống thứ ba của Pháp sang thăm chính thức Việt Nam. Chuyến thăm đánh dấu lần đầu tiên một tổng thống Pháp đến Việt Nam trong 12 năm.
Sáng 6 tháng 9, lễ đón chính thức diễn ra tại Phủ Chủ tịch. Sau lễ đón, Chủ tịch nước Trần Đại Quang cùng Tổng thống Hollande tiến hành hội đàm. Hai nhà lãnh đạo dự lễ ký kết các văn kiện và họp báo chung. Sau đó, Tổng thống Hollande hội kiến với Thủ tướng Nguyễn Xuân Phúc tại Văn phòng Chính phủ. Tiếp theo, ông Hollande có bài phát biểu tại Đại học Quốc gia Hà Nội về tương lai chung Việt Nam - Pháp, định hướng mới trong quan hệ hợp tác giữa hai nước. Ông cho biết:
| “ | Chuyến thăm Đại học Quốc gia là biểu tượng đẹp nhất trong quan hệ đối tác giữa hai nước. | ” |

Trưa 6 tháng 9, ông dự tiệc chiêu đãi của Việt Nam tại Trung tâm Hội nghị Quốc tế (Hà Nội). Do Chủ tịch nước Trần Đại Quang chủ trì.
Chiều 6 tháng 9, tổng thống Hollande đi dạo phố cổ Hà Nội cùng 9 cựu sinh viên học ở Pháp, trong đó có Giáo sư Ngô Bảo Châu. Ông đi qua các con phố như: Hàng Chĩnh, Mã Mây, Hàng Bạc. Sau đó, ông tới chào xã giao Tổng bí thư Nguyễn Phú Trọng tại Văn phòng Trung ương Đảng và tiếp xúc với Chủ tịch Quốc hội Nguyễn Thị Kim Ngân tại Văn phòng Quốc hội. Sau đó, ông ra sân bay Nội Bài bay đến Thành phố Hồ Chí Minh.
19 giờ, ngày 6 tháng 9, chuyên cơ của Tổng thống Pháp Francois Hollande đáp xuống sân bay Tân Sơn Nhất, bắt đầu chuyến thăm Thành phố Hồ Chí Minh. Sau đó, ông tham dự buổi chiêu đãi của cộng đồng Pháp tại Thành phố Hồ Chí Minh. Cuối ngày, ông về nghỉ tại khách sạn Sofitel Saigon Plaza.
Sáng 7 tháng 9, tổng thống Hollande gặp gỡ doanh nghiệp phần mềm trẻ, thăm viện Tim Phạm Ngọc Thạch - biểu tượng hợp tác giữa hai nước trong lĩnh vực y tế.
Trưa 7 tháng 9, ông Hollande hội kiến và dự buổi chiêu đãi của Bí thư Thành ủy Thành phố Hồ Chí Minh Đinh La Thăng và Chủ tịch Ủy ban Nhân dân Thành phố Hồ Chí Minh Nguyễn Thành Phong tại dinh Độc Lập.
- Ảnh hưởng:

Ký kết hiệp định về dẫn độ, tượng trợ tư pháp, thỏa thuận hành chính giữa Bộ nội vụ và Bộ tư pháp hai nước.
Ký kết thỏa thuận mua 40 máy bay Airbus: các hãng hàng không Việt Nam ký kết thỏa thuận mua máy bay của hãng Airbus gồm Vietnam Airlines mua 10 máy bay Airbus A350, VietJet Air mua 20 máy bay Airbus A321 và Jetstar Pacific mua 10 máy bay Airbus A320.
- Tham quan: Phố cổ Hà Nội.

Tổng thống Pháp Francois Hollande sẽ thăm phố cổ Hà Nội và dừng chân tại ngôi nhà di sản số 87 Mã Mây (Hoàn Kiếm, Hà Nội). Đây là một trong 14 ngôi nhà cổ ở Hà Nội được xây dựng từ thời kỳ năm 1890. Ngôi nhà ở truyền thống của khu phố cổ Hà Nội được nhà nước đầu tư tôn tạo như một dấu ấn lịch sử của Hà Nội 36 phố phường..
Đình Kim Ngân là điểm dừng cuối cùng của Tổng thống Francois Hollande trong chuyến dạo chơi phố cổ Hà Nội chiều 6 tháng 9. Đình tọa lạc tại số 42 phố Hàng Bạc (Hoàn Kiếm, Hà Nội) được xây dựng từ thời Hậu Lê, cuối thế kỷ 15 - đầu thế kỷ 16, thờ ông tổ bách nghệ (tổ trăm nghề) Hiên Viên. Đây được coi là một trong những đình cổ kính, rộng nhất trên địa bàn phố cổ. Tổng thống Francois Hollande được nghe giới thiệu sơ lược về lịch sử ngôi đình cũng như những sinh hoạt văn hóa của người Việt tại đây.
- Khách sạn lưu trú: Sofitel Saigon Plaza (Thành phố Hồ Chí Minh)

Sau khi rời Hà Nội đến Thành phố Hồ Chí Minh Sofitel Plaza Sài Gòn là khách sạn 5 sao hàng đầu tại TP HCM, nằm trên đường Lê Duẩn, Quận 1, Thành phố Hồ Chí Minh, gồm 286 phòng. Được Tổng thống Pháp Francois Hollande chọn để nghỉ lại đêm nay trước khi về Paris chiều 7 tháng 9. Nơi đây từng tiếp đón nhiều nguyên thủ quốc gia khi đến Thành phố Hồ Chí Minh.
- Liên quan: Hãng tin AFP cho biết vào ngày 07 tháng 09 năm 2016, trong chuyến viếng thăm chính thức lần này, tổng thống Pháp François Hollande đã đề nghị chính quyền Việt Nam trả tự do cho bốn nhà hoạt động nhân quyền. Đó là một nhà ly khai Công giáo, một sáng lập viên một đảng chính trị trong đất nước độc đảng, một nhà đấu tranh chống trưng thu đất đai và một blogger. Cả bốn người này đều bị lãnh những bản án nhiều năm tù, danh sách đã được quốc vụ khanh phụ trách Phát triển và Pháp ngữ, ông André Vallini, trao cho thứ trưởng Ngoại giao Bùi Thanh Sơn.[12].